# Rellevància
La rellevància o la pertinència és la mesura en la qual un objecte, esdeveniment o recerca té una significació especial o important. En català el mot «rellevar» en el sentit de «fer en relleu» «alliberar» ja es troba als obres de Ramon Llull al segle xiv. És una noció essencialment subjectiva i situacional: el que és rellevant per a mi no és necessàriament rellevant per a tu.

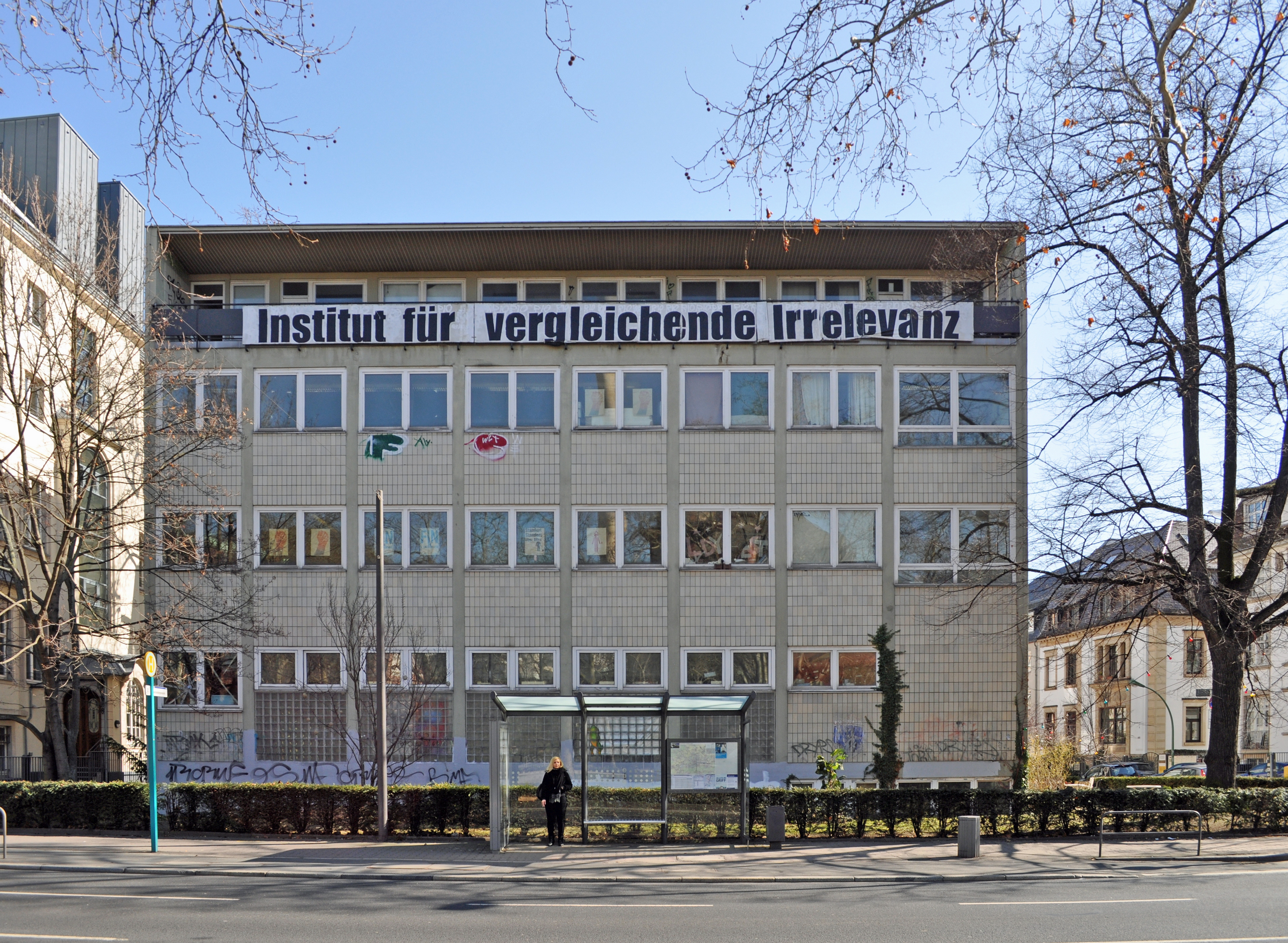
L'Institut d'Irrelevància Comparada de la Universitat de Frankfurt (2003-2013)

En el llenguatge quotidià és sinònim d'important, pertinent, útil. El Gran Diccionari defineix ‘pertinent’ com «Que ve a propòsit, apropiat al fi que hom persegueix» i tradueix millor el fals amic anglès, quan es compara amb la definició de ‘rellevant’ com «Que excel·leix. Que té una especial significació o importància». En el context científic i jurídic, el francès fa servir pertinence per traduir l'anglès relevance. Als campus universitaris de la dècada de 1960, quan tot s'havia de posar en dubte. Arreu, la qüestió de moda obligatòria en qualsevol debat acadèmic era «quina és la rellevància social, científica…?» En última instància, i quan fa menester diners per conduir una obra o la recerca: val la pena atribuir-hi recursos?
Al costat oposat hi ha la irrellevància. Fart de les discussions bizantines que solen córrer al món acadèmic, en una paròdia, l'escriptor italià Umberto Eco (1932-2016) va crear la «ciència» de la irrelevància comparada.

## En la recerca científica
L'any 1950, van aparèixer els primers sistemes de recuperació d'informació. Els estudiosos es van adonar que separar el gra de la palla en l'enorme volum d'articles i documents irrellevants per a llurs recerques, era una tasca tediosa que consumia massa temps. En els anys 1930 i 1940, el matemàtic i bibliotecari anglès Samuel C. Bradford (1878-1948) va formular la «llei de Bradford» sobre la freqüència d'articles pertinents en publicacions científiques.
Hi ha diverses formes de rellevància o pertinència, que pot canviar segons que es troben les termes cercades en els fonts trobats, i corresponen a la temàtica? És fan servir també els termes de rellevància acadèmica que respon a la qüestió «és útil, o no, a la comunitat dels estudis universitaris» i de rellevància social «és útil a la societat?»

## En informàtica
En informàtica és el grau d'importància que un motor de cerca atorga als resultats per establir l'ordre de presentació. En aquest sentit s'apropa del sentit llullià, fer sortir el relleu en la massa d'informació no gaire estructurada. Davant l'enorme quantitat els motors de cerca intenten ajudar a trobar en automatitzar el filtratge i l'ordre de rellevància per trobar l'agulla al paller.

## En dret
Els països de dret anglosaxó tenen el concepte de rellevància en la classificació de les proves. Una prova (evidence en l'argot anglès) es considera ‘relevant’ si pot contribuir a confirmar la veritat o falsificar una conclusió. Un fet que no hi influeix, es legalment irrellevant i s'aparta del plet. Una prova també és irrellevant quan un dels parts no recusa una asseveració d'un altre partit. Tot i ser rellevant, una prova nogensmenys pot ser inadmissible, per exemple si desvelaria el secret professional o informació confidencial. El dret civil europeu també atorga al jutge d'avaluar la pertinència d'una prova i descartar-lo quan no en té.
El dret de l'estat espanyol té el concepte de «cost rellevant» en aplicació de les directives europees sobre contractes del sector públic. Segons la llei «El concepte de cost rellevant en la prestació del servei ha de ser objecte de desplegament reglamentari.»

## En l'administració
En la nomenclatura del patrimoni del País Valencià es troben diferents categories de bens de rellevància local o regional: bens mobles i immobles de rellevància patrimonial, bens immaterials de rellevància local així com paisatges de rellevància regional. La noció valenciana de bé de rellevància és mutatis mutandis equivalent de Bé d'interès cultural de Catalunya o el monument historique catalogat o inventariat a la Catalunya del Nord i la resta de França. Les Illes Balears coneixen el concepte d'espais de rellevància ambiental (LECO).

## En psicologia de la comunicació i lingüística
La teoria de la pertinència o teoria de la rellevància – els dos termes es fan servir – explica que en la comunicació donem i reben informació i que hi ha un procés permanent durant el qual triem la informació rellevant. Els parlants cerquen la informació més pertinent i útil. La pertinència té una relació amb el coneixement existent i el context cognitiu.